# Kábelmodem

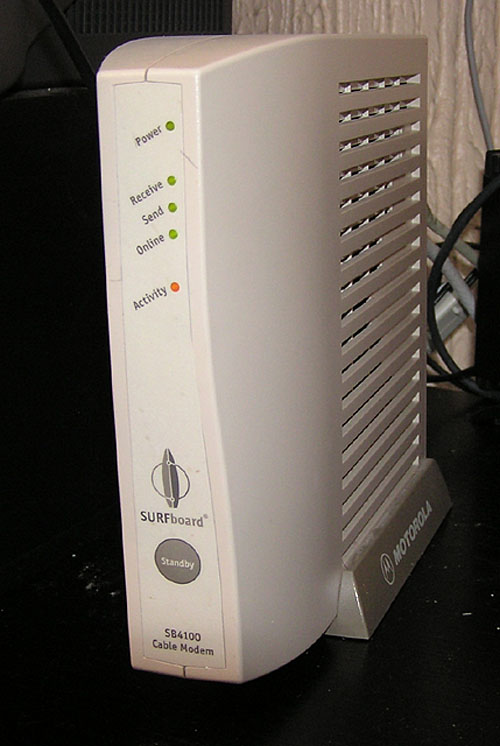
Egy kábelmodem

A kábelmodem egy olyan modem, amely a kábeltelevíziós hálózaton képes kommunikálni. A kábelmodemeket elsősorban széles sávú internetkapcsolat megvalósítására használják. Szigorúbban véve a kábelmodem nem is modem, hanem egy hálózati híd. Egyes internetszolgáltatók a hálózati hidat routerrel vagy network hub-bal kombinálva forgalmazzák illetve adják bérbe, s a kombinált eszközt nevezik kábelmodemnek.

## Kábeles internetkapcsolat
A kábeles internet az említett kábeltelevíziós infrastruktúrára alapozott internetkapcsolatot jelenti. A lakossági szolgáltatás sebessége általában 30 Mbps (megabit per másodperc) és 1000 Mbps között mozog a meglévő kábelhálózat, illetve az azt kiszolgáló eszközök függvényében. A céges kábelmodem-előfizetések sávszélessége jellemzően gyorsabb. A nagyobb sebesség üvegszál alkalmazásával, csillagpontos rendszeren keresztül érhető el, de ennek megvalósítása vagy hiánya a szolgáltatón múlik.
A tisztán koaxiális kábelekkel kiépített hálózaton továbbított internet szolgáltatásnak két potenciális hátránya lehet:
1. Egy adott sávszélességen több előfizető osztozik, gyakran egy ház, háztömb vagy egy egész utca. Ezért a kapcsolat sebessége függ attól is, hogy a hálózatot azonos időben éppen hányan használják.
2. Mivel több szolgáltató, ugyanezen a vezetéken vezeti el kábeltelevíziós szolgáltatásait, ezért korábban az analóg televíziózás esetében a visszairányú szűrő bekötése nélkül akár az egész utcában vagy körzetben megszűnhet az internetszolgáltatás.

## Technológia
A legjobban elterjedt kábel-technológia az a HFC (Optikai-Koax) hibrid hálózaton működő DOCSIS és EuroDOCSIS . Ezek akár 10 Gbit/s sebességre is képesek.

## Szolgáltatók

### A Magyarországon működő legnagyobb szolgáltatók , melyek HFC technológián is dolgoznak
- One Magyarország Zrt.
- Magyar Telekom Nyrt.

## Lásd még
- DOCSIS